# Île Aracena
Cet article concerne l'île Aracena. Pour la ville espagnole du même nom, voir Aracena.
L'île Aracena ou île Capitán Aracena (en espagnol : Isla Aracena ou Isla Capitán Aracena) est une île située dans la région de Magallanes et de l'Antarctique chilien, au sud de la péninsule de Brunswick. Elle appartient à l'archipel de la Terre de Feu.
L'île a une superficie de 1 164 km2, et son point culminant est le monte Vernal (1 158 mètres). Elle est située à l'intérieur du parc national Alberto de Agostini, créé en 1965.
L'île Aracena est entourée au nord-est par le détroit de Magellan, dont les eaux la sépare de la péninsule de Brunswick, à l'extrémité australe de l'Amérique du Sud ; à l'est et au sud, elle est entourée par le canal Magdalena et le Canal Cockburn qui la séparent de la grande île de la Terre de Feu ; enfin, à l'ouest, se trouve l'île Clarence.
En 1916, le United States Hydrographic Office dans son South America Pilot a localisé à tort le Mont Vernal sur l'île Clarence.